# Koagulopathie
Als Koagulopathie (von lateinisch coagulatio „das Gerinnen“ und von altgriechisch πάθος páthos „Leiden(schaft), Sucht, Pathos“) oder Gerinnungsstörung wird in der Medizin eine Störung der Blutgerinnung (Hämostase) bezeichnet. Eine erhöhte Blutungsneigung (hämorrhagische Diathese) mit verminderter Blutgerinnung wird als Minuskoagulopathie, eine verstärkte Blutgerinnung (Hyperkoagulabilität) als Pluskoagulopathie bezeichnet. Koagulopathien werden definitionsgemäß durch einen Mangel oder eine Störung der Gerinnungsfaktoren verursacht.
Es können angeborene von erworbenen Ursachen sowie quantitative (Fehlen oder Verminderung von Gerinnungsfaktoren) und qualitative (Defekte der Gerinnungsfaktoren) Koagulopathien unterschieden werden.
Angeborene Minuskoagulopathien stellen beispielsweise die Hämophilien, die angeborene Afibrinogenämie und das Von-Willebrand-Jürgens-Syndrom dar.
Erworbene Minuskoagulopathien kommen  beispielsweise vor bei Verbrauchskoagulopathien, Erkrankungen der Leber (verminderte Synthese von Gerinnungsfaktoren, zum Beispiel Prothrombin-Komplex-Mangel), Mangel an Vitamin K (verminderte Synthese von Vitamin-K-abhängigen Gerinnungsfaktoren) und der Hemmkörperhämophilie.